# Zenless Zone Zero
Zenless Zone Zero (кит. 绝区零, буквально «Абсолютно мёртвая зона») — ролевая игра в жанре городского фэнтези, разработанная HoYoverse. Релиз игры состоялся 4 июля 2024 года для Android, iOS, PlayStation 5 и Windows.

## Игровой процесс
Zenless Zone Zero — компьютерная игра в жанре ролевой игры с элементами экшена. Игрок управляет персонажем по профессии Прокси, который помогает другим исследовать враждебные альтернативные измерения, называемые Кавернами (англ. Hollows). По мере прохождения главный герой (героиня) набирает новых членов в свою команду по борьбе с Эфириалами (англ. Ethereal) и прочими противниками. Игроки также используют помощников, именуемых Банбу (англ. Bangboos).
Сочетание умений различных персонажей и Банбу позволяет увеличивать наносимый урон и выполнять комбинации атак. Игровой процесс включает систему внутриигрового времени, разделяющую сутки на четыре периода: утро, день, вечер и ночь.

### Сеттинг
Действие игры разворачивается в постапокалиптическом футуристическом городе под названием Нью-Эриду (англ. New Eridu). Существа, называемые Эфириалами, проникли в мир людей через порталы, именуемые Кавернами. Эфириалы уничтожили большую часть человечества. Однако группа выживших создала бастион против захватчиков — Нью-Эриду, сумев противостоять нашествию благодаря добыче технологий и ресурсов Эфириалов.
Несмотря на принадлежность к футуристическому жанру, Zenless Zone Zero использует ретро-эстетику и аналоговые элементы. Это обусловлено уязвимостью современных технологий к воздействию Эфирных — главных антагонистов игры. Персонажи пользуются телефонами-раскладушками или моделями, напоминающими устройства 2000—2010 годов. «База» игрока представляет собой видеопрокат, где жители Нью-Эриду арендуют фильмы на VHS-кассетах. В игре часто встречаются кинескопные телевизоры. Присутствуют отсылки к массовой культуре 1990-х годов, а также элементы гранжевого и уличного стилей в оформлении Нью-Эриду.

## Разработка и выпуск
Анонс игры от HoYoverse состоялся в мае 2022 года. Закрытое бета-тестирование под названием «Tuning Tests» началось в августе того же года на персональных компьютерах и iOS. Второй этап закрытого бета-тестирования, «Equalizing Test», прошёл на этих же платформах в ноябре 2023 года. Третий бета-тест, «Amplifying Test», прошел на Android, ПК и iOS в апреле 2024 года. На январской презентации State of Play 2024 года анонсировали версию для PlayStation 5 как временный эксклюзив для консолей. Технический тест для PS5 был проведен в апреле 2024 года. Дату выхода игры объявили в конце мая 2024 года.
Выпуск игры состоялся 4 июля. В рамках продвижения HoYoverse привлекла граффити-художников для создания тематических изображений в 19 городах Индонезии. Серия мероприятий «New Eridu City Tour», посвящённая запуску, прошла в 19 городах по всему миру. Ещё одна серия мероприятий, «Zenless Dazzle Expo», была организована в рамках шести комикс-конвентов.

## Критика
| Русскоязычные издания | Русскоязычные издания |
| Издание               | Оценка                |
| --------------------- | --------------------- |
| StopGame.ru           | Проходняк             |

По мнению Eurogamer, боевая система и исследование игрового мира отличаются увлекательностью, а сеттинг характеризуется уникальностью и высоким уровнем погружения. Обозреватель Kotaku отмечает, что, несмотря на улучшенную боевую систему и более дружелюбный подход к гача-механикам, игре не хватает «крючка», который бы удерживал интерес игроков в долгосрочной перспективе. Автор также считает, что сюжет ZZZ менее увлекателен по сравнению с другими играми HoYoverse, а боевая система, хоть и впечатляющая, может казаться слишком простой. Лихачев из 3DNews похвалил атмосферу городка, разнообразие персонажей и постепенное усложнение игрового процесса, но указал на затянутость некоторых диалогов и низкую сложность боев на ранних этапах игры. По мнению обозревателя GameGuru, Zenless Zone Zero предлагает динамичную и увлекательную боевую систему, которая превосходит многие другие игры жанра гача. Однако критик отмечает, что исследование мира довольно ограничено, а дизайн персонажей на момент выхода скучный, что по его мнению может негативно сказаться на желании игроков тратить деньги на получение новых героев.